# 那須大亮
那須 大亮（なす だいすけ、1981年10月10日 - ）は、日本の元プロサッカー選手、YouTuber。現役時代のポジションはディフェンダー（センターバック、サイドバック）、ミッドフィールダー（ディフェンシングハーフ）。守備的ポジションであればどこでもこなせるユーティリティプレイヤーであった。

## 来歴

### プロ入り前
神奈川県横浜市生まれ、鹿児島県南さつま市出身。鹿児島実業高等学校、駒澤大学文学部地理学科卒業。
高校の同期に松井大輔、2学年上に遠藤保仁、1学年下には田原豊、上本大海、2学年下には赤嶺真吾らがいた。
駒澤大学2年生の時に全日本大学サッカー選手権大会優勝に貢献。年代別カテゴリーの日本代表に選出される。

### 横浜F・マリノス
2002年、大学3年時に大学生Jリーガーとして横浜F・マリノスに入団。1年目は出場1試合にとどまった。
2003年、横浜FM監督に岡田武史が就任。中盤でのアンカー役となれる選手を求めていた同監督は、2002年に浦和レッズで現役引退したマリノスOB・井原正巳の推薦の下、浦和から獲得した河合竜二を起用しようとした。しかし河合のコンディションが万全ではなく、苦肉の策としてセンターバックの那須を起用することを決定。このコンバートが那須にとって重要な転機となった。
与えられたポジションは本職ではなかったが、持ち味であるディフェンス力でチームに貢献。試合出場を重ねる中で、チームの中心選手へと成長を遂げた。当時の日本代表エースである久保竜彦を獲得し優勝を目指していたチームにおいて、J1完全制覇の立役者となっただけでなく、自身も新人王のタイトルを獲得した。
2004年、横浜FMは浦和とのチャンピオンシップ（CS）に出場。2試合合計1-1（PK4-2）で勝利し、J1連覇を飾った。しかし、CS直前に負傷した那須はベンチでチームの優勝を見届ける形となった。これ以降は横浜FMにおいてプレーの幅を広げるなど成長を遂げ、中澤佑二、松田直樹、河合竜二、栗原勇蔵らJ屈指のDF陣を擁するチームにおいて厳しいポジション争いの中で力を磨いていった。
2007年は新しく監督となった早野宏史の下で重用され、CB、SB、ボランチと多くのポジションで起用されたが、中でもSBとしての起用が多く、左SBが本職である小宮山尊信、田中裕介、右SBの田中隼磨らを差し置いての起用であった。だが、本職のCBとして代表を目指したい那須は移籍を模索。シーズン途中にFC東京からレンタル移籍のオファーが届いた際には、横浜FMに残る決断をした。

### 東京ヴェルディ
2007年シーズン終了後の2008年1月11日に東京ヴェルディへの完全移籍が発表された。東京Vではキャプテンを任される試合もありレギュラーとして奮闘するも、自身初となるJ2降格を経験した。

### ジュビロ磐田
センターバックの若返り策を進めていたジュビロ磐田のオファーを受け、2009年に完全移籍で加入。主力選手として躍動し、2010年シーズンからは磐田の主将を務めた。

### 柏レイソル
2012年より柏レイソルに移籍。柏では近藤直也や増嶋竜也がCBとして出場した際は両SB、両者の欠場時にはCBを務めるも、リーグ戦での出場は23試合と5年振りに30試合を下回る結果に終わった。一方、天皇杯準々決勝の大宮アルディージャ戦では、試合途中にボランチから右SBにポジションを変更し、後半ロスタイムに工藤壮人の逆転ゴールをアシストするなど、全6試合中5試合に先発出場。柏レイソルとしては初となる天皇杯優勝に貢献した。

### 浦和レッズ
2013年1月5日、浦和レッズに完全移籍。
開幕直後はACLでは先発出場、J1ではゲーム終盤で守備固めとしてボランチでの出場が続いていたが、3月30日アルビレックス新潟戦で怪我の永田充に代わって途中出場して以降、センターバックのレギュラーに定着。ACL予選第6節ムアントン・ユナイテッドFC戦からJ1第12節サガン鳥栖戦まで、自身初の公式戦4試合連続得点を記録した。
最終的にリーグ32試合でチーム3位の9ゴールと、それまで自己最多であった3ゴールを大きく更新する活躍を見せ、自身初となるJリーグベストイレブンに選出された。2016年からは遠藤航の加入もあり出場機会が激減しベンチを温める状況が続いたが、遠藤の不在時等に出場し健在ぶりをアピールした。

### ヴィッセル神戸
2018年よりヴィッセル神戸に完全移籍。11月24日に行われたJ1第33節・清水エスパルス戦に途中出場し、23人目となるJ1リーグ400試合出場を達成。
2019年12月16日、自身のYouTubeチャンネルにて2019シーズン限りでの現役引退を発表。2020年1月1日、国立競技場のこけら落としとして行われた天皇杯決勝で鹿島アントラーズを破り、神戸はクラブ初のタイトルを獲得した。那須はベンチ外であり、その試合をもって18年間の現役生活を終えた。

### 引退後
カタルーニャ州4部リーグにて1試合限りの現役復帰を果たした。 尚、試合は2-2の引き分けであった。 那須が監督を務めているwinnersの選手でありTikTokやYouTubeで活躍しているウンパルンパも共に試合に出場した。引退後は監督やコーチ業に携わりたい思いがありつつも、選手を育てるよりもサッカーそのものの人気を広げるため、YouTuberとして活動している。引退発表から数日後の2019年12月26日にはチャンネル登録者数が10万人を突破している。
2022年2月23日開幕「2022 Jリーグ YBC ルヴァンカップ」30回大会を記念した大会アンバサダーに中村憲剛、佐藤寿人と共に就任。

### 現役復帰
2023年8月15日、J3・いわてグルージャ盛岡に加入、現役に復帰した。なお、自身のYouTubeで加入期間は8月15日から19日の1週間だと述べている。
8月19日に開催された明治安田生命J3リーグ23節愛媛FC戦において、後半37分から途中出場した。後半ロスタイム4分には、右サイドのスローインをバックヘッドでFW佐藤未勇につなぐと、佐藤がそのままペナルティーエリア内に進入。佐藤が倒されてPKを獲得した。MF中村充孝がこれを決めて土壇場で同点に追いついた。

## 日本代表
2004年初頭、アテネオリンピックを目指すU-23日本代表に招集。積極的にチームを引っ張り、新たに招集された田中マルクス闘莉王のお目付け役ともなった。3月に行われた、アテネオリンピック予選では、第4節のバーレーン戦で途中交代した鈴木啓太の代わりにキャプテンマークを巻き、第5節のレバノン戦では出場停止だったものの、最終節のUAE戦では先制点を挙げ、チームの予選突破に貢献。本大会直前には、山本昌邦監督からキャプテンに指名された。
しかし、現地ギリシャ入り後にコンディションを崩し、本大会初戦のパラグアイ戦で失点に直結する致命的なミスを犯し、前半のみで交代。2戦目のイタリア戦では、2点ビハインドの前半18分、負傷した徳永悠平に替わり途中出場。駒野友一と入れ替わる形で左SBに入るも、日本は2-3で敗れた。最終戦となったガーナ戦は起用されず、不完全燃焼に終わった。それ以降は代表に選出される事はなかった。

## エピソード
- 大食漢であり、柏でチームメイトだった大谷秀和によると「とにかくご飯が大好きで、『食わないとやせてしまうんだ!』と言ってメチャクチャ食べていた」という[18]。
- 2010年7月10日に一般女性と結婚[19] 2011年には第一子となる娘が生まれ、妻と共に練習場に連れてきたこともある[20]。
- 株式会社ライアートプロモーションのバックアップを受け、2018年7月26日に自身のYouTubeチャンネルを開設[21]。開設当日には第1弾の動画として、自己紹介を中心として様々なテーマについて語る動画を投稿した[22]。動画の編集を外部に依頼したり、マネージャーを雇ったりなど経費が掛かっているため、2020年5月現在、利益はほぼないと答えている[11]。
- 神戸時代は、突拍子もない事をよくするため「お前ウイスキー飲んで来ただろ。」という意味で、 「ヤマザキ」と呼ばれていた。2020年1月9日に公開された自身のYouTubeチャンネルで、当時チームメイトだったジョアン・オマリやルーカス・ポドルスキからそのあだ名で呼ばれ、理由もそこで明かしている[23]。

## 所属クラブ
ユース経歴
- 1994年 - 1996年 枕崎市立枕崎中学校
- 1997年 - 1999年 鹿児島実業高等学校
- 2000年 - 2003年 駒澤大学

プロ経歴
- 2002年 - 2007年  横浜F・マリノス
- 2008年  東京ヴェルディ
- 2009年 - 2011年  ジュビロ磐田
- 2012年  柏レイソル
- 2013年 - 2017年  浦和レッズ
- 2018年 - 2019年  ヴィッセル神戸
- 2022年  アルビレックス新潟バルセロナ
- 2023年8月15日 - 同月19日   いわてグルージャ盛岡

## 個人成績
| 国内大会個人成績 | 国内大会個人成績 | 国内大会個人成績 | 国内大会個人成績 | 国内大会個人成績 | 国内大会個人成績 | 国内大会個人成績 | 国内大会個人成績 | 国内大会個人成績 | 国内大会個人成績 | 国内大会個人成績 | 国内大会個人成績 |
| 年度             | クラブ           | 背番号           | リーグ           | リーグ戦         | リーグ戦         | リーグ杯         | リーグ杯         | オープン杯       | オープン杯       | 期間通算         | 期間通算         |
| 年度             | クラブ           | 背番号           | リーグ           | 出場             | 得点             | 出場             | 得点             | 出場             | 得点             | 出場             | 得点             |
| 日本             | 日本             | 日本             | 日本             | リーグ戦         | リーグ戦         | リーグ杯         | リーグ杯         | 天皇杯           | 天皇杯           | 期間通算         | 期間通算         |
| ---------------- | ---------------- | ---------------- | ---------------- | ---------------- | ---------------- | ---------------- | ---------------- | ---------------- | ---------------- | ---------------- | ---------------- |
| 2001             | 駒大             | 4                | -                | -                | -                | -                | -                | 2                | 0                | 2                | 0                |
| 2002             | 横浜FM           | 36               | J1               | 3                | 0                | 0                | 0                | 1                | 0                | 4                | 0                |
| 2003             | 横浜FM           | 26               | J1               | 29               | 2                | 6                | 0                | 3                | 0                | 38               | 2                |
| 2004             | 横浜FM           | 26               | J1               | 24               | 1                | 3                | 0                | 1                | 0                | 28               | 1                |
| 2005             | 横浜FM           | 4                | J1               | 29               | 2                | 3                | 1                | 2                | 0                | 34               | 3                |
| 2006             | 横浜FM           | 4                | J1               | 16               | 1                | 9                | 1                | 3                | 0                | 28               | 2                |
| 2007             | 横浜FM           | 4                | J1               | 18               | 0                | 8                | 0                | 1                | 0                | 27               | 0                |
| 2008             | 東京V            | 5                | J1               | 32               | 1                | 6                | 0                | 1                | 0                | 39               | 1                |
| 2009             | 磐田             | 6                | J1               | 34               | 1                | 6                | 0                | 3                | 1                | 43               | 2                |
| 2010             | 磐田             | 6                | J1               | 33               | 3                | 11               | 0                | 2                | 0                | 46               | 3                |
| 2011             | 磐田             | 6                | J1               | 33               | 3                | 5                | 1                | 1                | 0                | 39               | 4                |
| 2012             | 柏               | 6                | J1               | 23               | 0                | 3                | 0                | 5                | 0                | 31               | 0                |
| 2013             | 浦和             | 4                | J1               | 32               | 9                | 5                | 0                | 0                | 0                | 37               | 9                |
| 2014             | 浦和             | 4                | J1               | 32               | 3                | 4                | 1                | 2                | 0                | 38               | 4                |
| 2015             | 浦和             | 4                | J1               | 30               | 2                | 1                | 0                | 3                | 0                | 34               | 2                |
| 2016             | 浦和             | 4                | J1               | 14               | 1                | 3                | 0                | 0                | 0                | 17               | 1                |
| 2017             | 浦和             | 4                | J1               | 9                | 0                | 0                | 0                | 1                | 0                | 10               | 0                |
| 2018             | 神戸             | 2                | J1               | 9                | 0                | 5                | 0                | 1                | 0                | 15               | 0                |
| 2019             | 神戸             | 2                | J1               | 0                | 0                | 3                | 0                | 1                | 0                | 4                | 0                |
| 2023             | 岩手             | 55               | J3               | 1                | 0                | -                | -                | -                | -                | 1                | 0                |
| 通算             | 日本             | 日本             | J1               | 400              | 29               | 81               | 4                | 31               | 1                | 512              | 34               |
| 通算             | 日本             | 日本             | J3               | 1                | 0                | -                | -                | -                | -                | 1                | 0                |
| 通算             | 日本             | 日本             | 他               | -                | -                | -                | -                | 2                | 0                | 2                | 0                |
| 総通算           | 総通算           | 総通算           | 総通算           | 401              | 29               | 81               | 4                | 33               | 1                | 515              | 34               |

その他の公式戦
- 2005年
  - スーパーカップ 1試合0得点
- 2015年
  - スーパーカップ 1試合0得点
  - Jリーグチャンピオンシップ 1試合0得点

| 国際大会個人成績 | 国際大会個人成績 | 国際大会個人成績 | 国際大会個人成績 | 国際大会個人成績 | FIFA      | FIFA      |
| 年度             | クラブ           | 背番号           | 出場             | 得点             | 出場      | 得点      |
| AFC              | AFC              | AFC              | ACL              | ACL              | クラブW杯 | クラブW杯 |
| ---------------- | ---------------- | ---------------- | ---------------- | ---------------- | --------- | --------- |
| 2004             | 横浜FM           | 26               | 3                | 0                | -         | -         |
| 2005             | 横浜FM           | 4                | 5                | 1                | -         | -         |
| 2012             | 柏               | 6                | 3                | 1                | -         | -         |
| 2013             | 浦和             | 4                | 5                | 2                | -         | -         |
| 2015             | 浦和             | 4                | 3                | 0                | -         | -         |
| 2016             | 浦和             | 4                | 3                | 0                | -         | -         |
| 2017             | 浦和             | 4                | 5                | 0                | 0         | 0         |
| 通算             | AFC              | AFC              | 27               | 4                | 0         | 0         |

その他の国際公式戦
- 2005年
  - A3チャンピオンズカップ 3試合0得点
- 2011年
  - スルガ銀行チャンピオンシップ 1試合0得点

出場歴
- Jリーグ初出場 - 2002年8月4日 J1.1st第12節 vs京都パープルサンガ（京都市西京極総合運動公園陸上競技場兼球技場）
- Jリーグ初得点 - 2003年7月12日 J1.1st第12節 vs京都パープルサンガ（横浜国際総合競技場）

## タイトル

### チーム
駒澤大学
- 全日本大学サッカー選手権大会：1回（2001年）
- 総理大臣杯全日本大学サッカートーナメント：2回（2002年、2003年）
- 関東大学サッカーリーグ戦1部：2回（2002年、2003年）

横浜F・マリノス
- Jリーグディビジョン1：2回（2003年、2004年）
- J1・1stステージ：2回（2003年、2004年）
- J1・2ndステージ：1回（2003年）

ジュビロ磐田
- Jリーグカップ：1回（2010年）
- スルガ銀行チャンピオンシップ：1回（2011年）

柏レイソル
- 天皇杯全日本サッカー選手権大会：1回（2012年）
- FUJI XEROX SUPER CUP：1回（2012年）

浦和レッズ
- J1・1stステージ：1回（2015年）
- J1・2ndステージ：1回（2016年）
- Jリーグカップ：1回（2016年）
- AFCチャンピオンズリーグ：1回（2017年）
- スルガ銀行チャンピオンシップ：1回（2017年）

ヴィッセル神戸
- 天皇杯 JFA 全日本サッカー選手権大会：1回（2019年）

### 個人
- Jリーグベストイレブン：1回（2013年）
- Jリーグ新人王：（2003年）
- Jリーグ功労選手賞：（2020年）

## 代表歴
- U-19日本代表
  - 2000年 AFCユース選手権
- U-20日本代表
  - 2001年 FIFAワールドユース選手権
- U-21日本代表
  - 2002年 アジア大会
- U-23日本代表
  - 2004年 オリンピック

## コラボ・出演等

### YouTube
- サッカー選手、元サッカー選手
  - アンドレス・イニエスタ
    - 自身のYouTubeチャンネルにサッカー選手のアンドレス・イニエスタをゲストに迎えた[24]。

  - ダビド・ビジャ
  - ルーカス・ポドルスキ
  - 槙野智章
  - 大久保嘉人
  - 酒井宏樹
  - 鄭大世
  - ほか多数
- HAN-KUN、Non Stop Rabbit
  - 自身のYouTubeチャンネルにて、湘南乃風のHAN-KUNとNon Stop Rabbitの3人と自身で湘南乃風の代表曲「純恋歌」のカバーをする動画を上げた[25]。
- Non Stop Rabbitのチャンネルにて同バンドの楽曲「全部いい」を多数の芸能人とカバーする動画に参加した[26]。

### MV
- Non Stop Rabbit/乱気流
  - YouTuber那須大亮として、出演した[27]。

### テレビドラマ
- オールドルーキー第1話（2022年6月26日 、TBS）- サッカー監修